# LANDISK
LANDISK（ランディスク）は、アイ・オー・データ機器のNAS製品のブランドである。主に一般家庭からSOHO程度の規模をターゲットとしている。

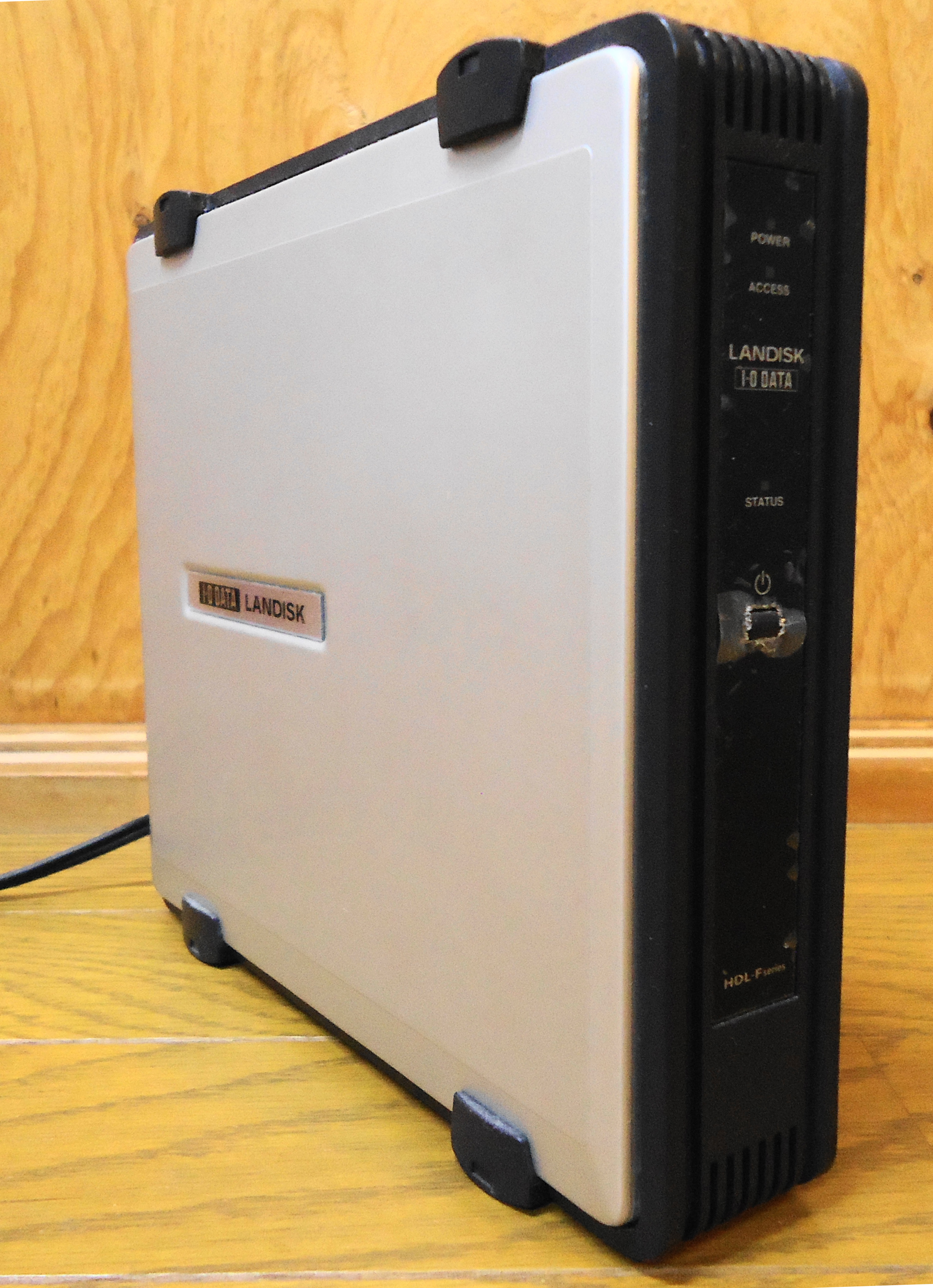
LANDISK HDL-F250

シリーズ全体としては組み込み分野の流れに合わせ、CPUが世代により変遷し、2008年現在、ARM系のSoCをコアにした製品シリーズに落ち着いているが、競合他社の製品と構成は類似するようになった。
Linuxをベースに作られた製品については、GPL下のライセンスにあるカーネルをはじめとするソフトウェアのソースコードを請求することにより入手することが可能である。
サポート宛に問い合わせを行い、製品名とシリアル番号を連絡の上、1件につき実費として500円分の切手を同封し送付することで入手できる。数種類の物を同時に請求しても、料金は件数分になる。

## シリーズ一覧

### LANDISK
LAN-iCN
SHシリーズをCPUに採用したLANDISKの祖先とも言うべき製品である。
まだ製品、ブランドとしてLANDISKの名称は無いが、デフォルトのホスト名として「landisk」が使われている。
iConnect製品のオプションという扱いで、言わばLAN接続への変換アダプタのような位置付け。すなわちHDDは付属しておらず、NASシステムを構築するためには別途iConnect接続のHDD製品を用意する必要がある。ただしHDD内容をそのまま流用できるわけではなく、専用フォーマット（ext2形式の一種）にフォーマットしなおす必要があった。
CPUはSH3の166MHz、メモリは32MB。ファームウェアは32MBのコンパクトフラッシュに書き込まれており、本体のCFソケットへ差し込んで利用する。
当初はBigDriveに対応していなかったが、ファームウエアのアップデートで対応した。
LAN-iCN2
初代LANDISK。このモデルからLANDISKの名称が使われるようになる。
位置づけはLAN-iCNの後継機であり、CPUは、SH4の200MHzを採用。
このモデルまでは本体はiCONNECT製品をLANに接続する変換アダプタであって、ストレージではない。またHDDフォーマットはext2ではあるがLAN-iCNのものとは互換性が無く、やはり専用フォーマット扱い。
HDL-xxxU/UR/AVシリーズ、並びに、HDL-WxxxUシリーズ
移行の100Base機種のひな形とも言えるモデルである。メインボードはCPUにSH4-266MHzを採用。メインメモリは64MB、U-DMA133対応のATAインターフェイスと、USBのAコネクタを二本もち、10/100Base-Tのネットワークインターフェイスを備える。
コネクタ以外は、電源スイッチと、LEDしかなく、見た目はシンプルな製品である。
幅は狭いものの、前後に長い筐体を持ち、ファンレスであるため、スピンダウンした状態ではほぼ無音になる。
またFAT32に対応し、外付けHDDの増設も可能であるが、ドライブのスピンダウンは利用できない、ディスク全体を共有する、リードのみなどの制限があった。
逆に専用フォーマットとされるEXT2でフォーマットしたドライブはホットプラグはおろか、着脱も考慮されておらず、フォーマット後にはデータの削除を伴う取り外しか、常に同時に運用されることが求められる。
上記制限により、本体の交換、故障からの復旧、再利用の際、外付けドライブに記録されたデータの利用には特定の手順が必要である。
いくつかのファーム違いのモデル、海外に向けた電源周りの異なるモデルが発売されており、海外ではOEMとして、PLEXTORの扱いになっている製品もある。
後期には、二台のHDDを内蔵した容量当たりの価格を抑えた製品も発売された。
HDL-URシリーズは、RICOH「IPSiO G」シリーズのステータスモニターに対応したモデルである。
HDL-AVシリーズは、DLNAによる配信を可能にしたファームウェアを搭載し、それに伴い、DiXiM Media Clientが、サポートソフトに追加されている。
HDL-UWシリーズでは、基板への変更はなく、プライマリポートのケーブルにスレーブのコネクタを追加し、JBODで二台の領域を束ねることにより大容量を実現している。
ファームウェアのアップデータに偽装したtelnet実行用のファイルが現れたことで、標準ファームウェアに手を入れる事が流行する。
Linkstationとは異なり、単体の純粋なLinuxシステムと言え、メインボード自体には稼働するのに充分なファームウェアや、監視の仕掛けは存在しない。
メインボードに書き込まれているのはHDDからの起動を行うブートローダのみである。
それゆえ、HDDがクラッシュした場合、ユーザが添付品のみから復旧することは非常に困難である。
電源基板の一部は、ファンレスによる熱もあってか、コンデンサが破裂する事故がWeb上では何件か発生していることが確認できる。
2008年3月15日に発煙焼損事故が発生し、同月18日に経済産業省より、情報が公開された。
2008年5月21日に一部ロットのリコールを発表。該当ロットの電源装置に使用されている電解コンデンサの経年劣化がきっかけとなり、過電圧クランプ用ツェナーダイオードが異常加熱し、その周辺の基板が炭化したのが原因だとしている。対応するロットについては電源の点検、交換を行うことが発表されている。
二台内蔵のモデルは、後に挑戦者ブランドから発売されるLAN Tankのベースとなる。
HDL-WxxxUシリーズには空冷ファンが二基装備されているが、電源が直結になっているため、制御することは出来ず、常時回転している。
また、亜種として、業務用途にRAIDコントローラを装備しミラーリングと、ホットスワップに対応したHDLMシリーズが発売されている。
メイン基板こそおなじであるが、外観、ファームウェア、カートリッジ式のHDDなど、機能は大きく異なり、ユーザに対する、容量制限、アクセス制限なども追加されている。
HDLMシリーズでは、HDL-URシリーズが持っていた、RICOH「IPSiO G」シリーズのステータスモニターへの対応はファームウェアのアップデートによって対応された。
USL-5P
文庫本程度の大きさの筐体に、HDLシリーズ相当のCPUボードと、5ポートのUSBコネクタ、ボタンを配し、USB-HDDを接続してNASとしてつかうアダプタである。
LANDISKシリーズではないが、ソフトウェアから見た場合は見た目と異なりかなりHDLシリーズに近いものとなっている。
但し、プリントサーバの機能は持っていない。
アダプタという形は、旧世代の形に戻ったとも言え、追加された多機能なインターフェイス、機能は後継機へ影響を与えている。
ファームウェアは、64MBのパーティションに区切られたCFカードに記録されているが、ロットによっては部材の価格から、128MBや、256MBの物が使われていることもある。但し、利用されているのは先頭64MBのみである。
MicroDriveへの換装などにより、HDL-Uシリーズ同様の改造が行われている。
引き継がれていく機能としては、同社製外付けUSB-HDDの省電力機能や、前面のコピー、選択ボタン等が挙げられる。
前面ポートのみ、500mAのバスパワー機器も利用できる。
HDL-Fシリーズ
廉価版の位置づけにあった100BASE系の最後の機種。
CPUはSTORLINK SL3316-G。
CPUが64.71BogoMIPSと遅いこともあり、転送パフォーマンスはあまり高くないが、USBを3ポート備え、HDL-Gシリーズをベースにしたファームウェアが実装されている。
組み込みCPUとしても他製品程の余裕は無いため、ユーザ側での機能拡張、別用途での利用などは困難である。
HDL-Uシリーズと比較し、USBの増加、ファイル名での仕様文字コード制限の緩和などが改善した機能として挙げられる。
但し、HDDの発熱増加、高速化にあわせ、空冷ファンが装備されるようになったため静穏性は低下した。
また、SoCの仕様により、旧機種では可能であったWOLは利用不可能になった。
この機種の登場により、ラインナップは、ARM系のCPUに移行することとなる。

### GigaLANDISK
HDL-Gシリーズ
GigaBitに対応した新シリーズとして登場した現行製品のベースとなるモデルである。
CPUにXScale400MHzを採用し、メインメモリ128MB、USBを4ポート、1000BASE-Tのネットワークインターフェイスを装備した製品。
前面にはUSL-5Pに相当するボタンを持ち、前面と背面にUSBポートが設置されている。
LEDの輝度調整などの工夫も見られ、OnとOffのみでこそあるものの、ファンコントロールが実装された。
ファームウェアでは内蔵HDDのスピンダウンと同期して空冷ファンが停止するが、ハードウェア的な管理は別である。
当初DLNAには非対応であったが、後日ファームウェアのアップデートにより対応するようになった。
この機種がARM系CPUの同シリーズ初代にあたり、廉価版のHDL-F、後継機のHDL-GX/GXR等につながっていく。
LANDISK Tera、LANDISK Homeもまた、このファームを元に拡張された物である。
後に、NASとしての機能に特化し、前面ボタンを持たない、HDDを2台、4台搭載したモデルも登場する。
2台搭載するモデルについては、後に挑戦者から発売されるGLAN Tankのベースとなっている。
また、2台、4台のモデルでは基板のパターンは共通であり、電源周り、セカンダリポートのパーツ実装の有無が異なる。
2台搭載するモデルでも、E-IDEコネクタは、プライマリポートのマスタ、スレーブで接続されており、容量の確保以外には台数が増えているメリットは享受できない。
HDL-GX/GXRシリーズ
時代に合わせ、SATAに初めて対応したモデル。CPUもインテルからMarvell 88F5181に変更になり、2008年時点でのラインナップはローエンド機種を除きハードウェア的にもこの機種をベースに展開されている。
多くの機能はSoCに実装されているものだが、GXではドライバの問題か、USBコントローラはNEC製のチップ、SATAコントローラはMarvell 88SX7042が別途基板に搭載されており、実装されているポート数から見るに本来はSoCのものを使う積りだったようである。
SoC側のUSBも信号は引き出されておらず、NECのチップはBGAであるため、改造による増設などは困難である。
コントローラ自体は5ポートのダウンストリームを持っている。
同様に、SATAコントローラも信号を引き出すことは難しく、こちらも本来4ポートのSATAをサポートする。
USBポートの数は2つへ減ったが、eSATAポートが追加され、外付けeSATA-HDDを接続することでミラーリングを実現することが出来るようになった。
基板上には、UARTが二本LAN Tankと同じピンアサインのスルーホールとして出ており、片方はシリアルコンソールとして機能する。
eSATAのドライブは着脱可能であるため、外付けしたドライブをその時点でのスナップショットとして保存することも可能である。フォーマットはソフトウェアRAIDで運用されており、シングルドライブであっても、パーティションはmdデバイスとして管理されている。
旧機種では内蔵HDDのクラッシュ等により利用が不可能になったが、この機種からは、外部にミラーリングしたHDDからも起動することが可能である。
製品の運用として分解や交換を保証していないため、明記はないが、外付けHDDにミラーリングしたHDDは内蔵して利用することも可能である。
SoCの実装機能の問題から、WOLは利用できず、マイコン側の仕様変更により、旧機種にはあったLEDの輝度調整も削減された。
製品名はHDL-GXシリーズとなったが、内部にはHDL-GLの表記が見られ、HDL-Gのローエンドになる可能性もあった機種と思われる。
GXRはGXのマイナーチェンジモデルであり、カタログ上の変更点はRoHS指定準拠と、消費電力の削減のみに見えるが、実際にはメイン基板は異なる物になっている。
SoCが、88F5182に変更となり、主にUSBコントローラ、SATAコントローラなどが、内蔵された物を利用するようになったため、チップとその周辺回路が削除され、部品点数、基板サイズ、消費電力の削減が成されている。
これらデバイスの扱いが変更されることにより、似たハードウェアでありながらカーネルなども異なる構成となっている。

### LANDISK Tera
HDL-GTと、HDL-GTRのシリーズがある。
HDL-GXのノウハウを元に、ホットスワップ対応のカートリッジを実装したRAID対応の大容量モデル。
ハードウェア的には同一だが、商品構成と、搭載されているファームウェアが異なる。
電源には、NLXのユニットを使っている。
シリアルコンソールは、シールドの下にあるため、信号を引き出すには、かなりの分解を必要とする。
筐体にシステム全体は入っていないものの、起動デバイスをWebブラウザで指定する程度のファームウェアが書き込まれている。
電源管理は、LED、Beepを含む制御を行っているR8マイコンによって行われ、WOLが使えない代わりに、電源のON/OFFについては、スケジュールを設定することが可能になっている。
業務方面を視野に入れている事もあってか、HDL-GT/LCDという設定、ステータス表示用の液晶と、ボタンを供えたオプションが発売された。
2009年11月9日に、故障時に異臭／発煙の可能性があると発表した。
電源ユニット故障時、電源断処理が行われるが、一部ロットの電源ユニットの故障原因によっては、その処理が遅れ、発煙、異臭の可能性があるという物。
アップデートファームウェアに制御マイコンの修正プログラムを追加し、アップデートで解消するとしているが、2010年3月26日に更新を行っていないユーザが居るため、再度アナウンスが行われている。
HDL-GTシリーズ。
HDDは四台のカートリッジで構成され、シリーズ名の通り1TB～2TBモデルから始まり、3TB、4TBのモデルが後に追加されラインナップの都合上、正規ファームウェアでは4TB迄の対応である。
MBRパーティションテーブルを利用し、GPTパーティションが存在する位置にもデータがあるため、システム設計としての上限は8TBであり、個人的に改造を行い、運用している者もいる。
モデル名の容量はストライプセット利用時の物だが、出荷時には、RAID5で構成されて出荷されている。
eSATAでのドライブ増設によって内蔵ドライブとのミラーリングが可能であるが、MBRパーティションテーブルで領域を管理する都合もあり、増設可能なドライブ容量の関係で、2TB以上のモデルは、ストライプセットではeSATAでのミラーリングによるバックアップは出来ない。
CPUは従来機種と同じにもかかわらず、RAIDはソフトウェアで実装されているため、冗長性を確保した場合、シングルドライブの物よりも転送パフォーマンスは落ちる。
小規模なネットワークを前提としているため、Active Directryへのログオンは混在モードのみをサポート。
MSドメインログオン機能は持っているが利用についてはサポート対象外である。
従来ピーとしかならなかったBeepは、電源投入時にはピポとなるようになり、複数台設置への対応として、LEDの点滅とともに、そのときにブラウザで操作している本体が若干譜割りがおかしいものの、ジ・エンターテイナーを単音のフルコーラスで奏でるようになっている。
処理に対してCPUパワーが小さく、ファイルサーバとしては問題がないものの、Webインターフェイスによるメニューの動作が緩慢であるとの不満や、カートリッジ部分の建付けの悪い個体もあるという報告もある。
HDL-GTは個人用のハイエンドも担うため、DiXiMのDLNAメディアサーバを内蔵しているが、家庭用のサブセットであるLANDISK HOMEには実装されているiTunesへの対応はこの機種にはない。
HDL-GTRシリーズ。
HDL-GTが、個人用途を視野に入れているのに対し、HDL-GTRはSOHO向けなど小規模な業務用途での利用を想定した機能の取捨選択がされている。
Active Directory Native ログオン機能が追加されたほか、RAIDボリュームの暗号化機能、SmartHDD Serverへの対応などが行われている。
また、sambaアクセスログに対応することで、同機へのファイルの参照、削除、編集、追加、フォルダの移動、参照、ユーザー名とタイムスタンプ、操作内容等、同機に対するWindowsファイルアクセスを監視することが可能になっている。
暗号化については、USBメモリをキーとしたSoC内蔵のハードウェアエンジンによるAES256bitの物。それに伴い、商品には、同社製のUSBメモリの現行製品が添付されている。キーとして必要な容量は数キロバイトに過ぎないが、コストの関係から、1～2GB程度の物がパッケージごと入っている。
フロントマスク、パッケージはGTと同じであり、フロントマスクにはエンブレム、パッケージにはシールの貼付で、概観上区別している。
これらの機能追加に伴い、業務用途では利用頻度が低いと判断されたDLNAサーバは削除され、カートリッジの一部を別のHDD領域として利用するRAID5+FAT/NTFSモードは削除されている。
HDL-GTR2Uシリーズ
19インチラックマウント対応モデルとして、本体、基板形状が異なるが、機能、ファームウェアはHDL-GTRシリーズと同一。
その形状から面積はとるものの、ラックへの搭載、ならびに複数台の設置時には、GTよりもコンパクトになる。
機種判別のパラメータにより、Webブラウザからの設定時に表示が本体形状にあわせ切り替わる。

### LANDISK XR
企業向けのHDL-GTRシリーズの上位機種。
発表から、出荷を一度延期し、省電力機能が出荷後に追加されるなど出荷までのスケジュールはぎりぎりであった模様。
外観はHDL-GTRとほぼ同様であるが、物理的には空冷ファンの部分に切り込みが入り、ファンを交換可能になった事と、LANのポートが一つ増えていること、eSATAポートが一つ減っている事が目立つ。フロントマスクはGTと同じであり、GTRと同様エンブレムが貼られている。
旧製品に対して、CPUクロックベースで、3倍、実転送速度で、読み込み2.6倍、書き込み2倍の速度を実現した。
その基本性能の向上から、推奨される最大同時接続数も16台から、32台になった。
見た目、機能はHDL-GT/GTRシリーズに類似しているが、パーティションや、内蔵ソフトウェア、設定画面のインターフェイスなどは大幅に変化しており、別のシステムの様相になった。
基本機能はGTRの持っている物は継承されており、当初事後対応のアナウンスのみだったHDL-GT/LCDへの対応も、ファームウェアの1.03になって実装が完了し、ブラウザを経由しなくても、本体の状況を知ることが出来るようになった。
添付のUSBキーは、4GBの物になっているが、GTRも含め、出荷時に安い物が採用されていると思われる。
暗号化ボリュームは、そのアクセスキーにUSBメモリが必須であったが、1.03より、サーバ上にキーを置き、USBキーなしでも、キーが保存されているネットワークで暗号化されたシステムを起動できるようになった。
従来機との比較で、新規の機能としては、RAIDモードの追加が挙げられ、RAID6への対応、ホットスペアを一台用意した、RAID 5+S、RAID1m+S等が追加されている。
また、レプリケーション専用のLANポートが用意され、ネットワーク帯域を消費せずに、もう一台同機を用意することで、同期を取ることが可能になった。レプリケーション自体は専用ポートが無くとも、同一ネットワーク上にあれば、設定、利用することも可能である。
eSATAとのミラーリングによるバックアップへの対応のため、RHD4-UXRが用意された。RHD-UXEシリーズで対応できない4TB以上でラインナップされ、eSATAと、USB2.0のインターフェイスが用意されるが、容量などの条件もありXR専用として販売されている。
SoCの仕様により、スケジュール起動こそあったものの、機能が削除されていたWoLについても、この機種では利用できるようになっている。
内蔵HDDの省電力機能、複数台の連動シャットダウンなど、事後に実装された機能も多い。
後に、初期投資の少ない、HDL-XR1.0/2Dがモデルとして追加された。
同機はエアフローの為に、HDDの無い部分にはダミーカートリッジが入っており、HDDが2台のみのため、そのままの状態ではミラーセットと、ストライプセットでのみ利用が可能である。
増設は2台のRHD-500を同時に追加することで、アップグレードして利用することが可能であり、追加で2台実装した場合、HDL-XR2.0相当として動作する。
ドライブの追加によるアップグレード後はデグレードすることは出来ず、HDDが4台のシステムとして以降は運用する必要がある。
命名規則が12TBのもののみ末尾が12Tとなっている。
基本的に搭載HDDのモデルは固定、明示されていないが、例外的に末尾にWの付く、Western Digital社のNAS用ハードディスク「WD Red」を搭載したモデルが、信頼性をうたうとともに、通常は1年であるHDD部分の保証を3年としたラインナップとして追加されている。
HDL-XR2U
19インチラックマウント対応モデルとして、本体、基板形状が異なるが、機能、ファームウェアはHDL-XRシリーズと同一のモデル。
機種判別のパラメータにより、Webブラウザからの設定時に表示が本体形状にあわせ切り替わる。
その形状から面積はとるものの、ラックへの搭載、ならびに複数台の設置時には、GTよりもコンパクトになる。
出荷時から、XRの1.03相当のファームウェアを搭載している。
HDL-XR/TM3
トレンドマイクロ社のNAS向けウイルス対策ソリューション「Trend Micro NAS Security™」と、その3年分のライセンスをセットにした製品。
基本仕様は従来機種とおなじであり、HDL-XR-ETM1の製品名で、1年分のライセンスを最大2年分適用できるため、ライセンスは最大5年分維持することが可能。
従来機種に対しては、HDL-XR-STM3の製品名で、3年分のライセンスとセットのソフトウェアが提供されており、これを適用することでほぼ等価となる。

### LANDISK XV
LANDISK XRのローエンドモデル。
基本的にはLANDISK XRの仕様を引き継ぐが、レプリケーション、暗号化、クォータ機能については削除された。
ハードウェアや外観もほぼ同様であるが、レプリケーションが対応外になったため、XRと比較し、専用のLANポートがひとつ削除されている。
反面、上位モデルにはない機能として、USB接続機器をネットワーク上で共有して利用できるnet.USB機能、DLNAサーバー機能が実装され、それに伴い、推奨最大接続可能数がWindowsで20台に減少した。
XR同様、/2Dが末尾につく1TB、2TBの容量を持つ初期費用を抑えたモデルが存在する。1TB版は500GB、2TB版は、1TBのHDDを追加することで、2TB、4TBモデルにアップグレードすることが可能である。XR同様、こちらもアップグレード後はデグレードすることは出来ない。
また、HDL-XVLPシリーズとして、筐体、カートリッジはそのままに、2.5インチHDDを搭載し、省電力をうたったもでるが追加されている。

### LANDISK Home
従来、家庭用向けのラインナップであったが、一台構成の物はHomeから、Home Cシリーズと、Home Sシリーズに移行しており、そちらはLAN接続以外にUSB接続も可能なハイブリッド対応になっている。
HDL4-Gシリーズ
HDL-GT/GTRシリーズをベースに、iTunesへの対応等家庭用のサーバとしての機能強化と共に、RAID1、ホットスワップ対応、eSATAポートへの対応を削除し、コストパフォーマンスを重視した製品。
サイズは密度が高いこともあり小さいが、電源が外に出されたものの、3.5インチHDDを4台駆動させる必要があるため、ACアダプタはかなり大きい。
また、4台のHDDが内蔵されているため、見た目よりも重量がある。
ホットスワップこそ出来ないが、筐体の分解はコインがあればできるほど簡略化されており、メンテナンス性は高く設計されている。
交換はHDDを直接着脱する形になっており、方法を納めたDVDも添付されている。
RTCは、基板に半田付けされたリチウムイオン電池によって時刻が維持されており、ユーザ側での交換は出来なくなった。
コンパクトさに拘ったためか、上部に二基のファンがあり、比較的目立つ音を立てる。
また、筐体をヒートシンクとして使うようになっているものの夏場の動作温度は比較的高温である。
設計上は問題ないとされている温度異常によるシャットダウンの閾値は一度引き上げられているが、それでも尚、設置環境によっては空調の無い閉め切った部屋などでは自身の熱によってシャットダウンされる現象が散見される。
後に初期投資の少ない2台のみHDDを実装したモデルも発売されているが、本製品がスパンニングか、RAID5のみしかサポートしないため、2ドライブ構成では、スパンニングのみのサポートとなる。
必要に応じて内蔵されている物と同容量のSATAドライブを追加することで、増設することが可能になっているが、容量をアップグレードした後にデグレードする手順は用意されていない。また、スパンニング構成はデータを引き継ぐことが可能であるが、RAID5で利用する場合は、全体のフォーマットを必要とする。
2008年11月12日HDL4-G4.0の一部ロットのリコールを発表。電源部のロットと特定のハードディスクドライブを使用した個体でのばらつきによる負荷の兼ね合いにより、アクセスが集中するような重負荷状況等の特定の動作状態において、稀に電源部の保護回路誤動作の結果、RAID構成に障害が発生する場合が確認されるという物。該当ロットについては、ACアダプタ部分を交換することで対応することが発表されている。尚、現象はソフトウェア的にRAID崩壊などの現象として露見し、該当機種においてもこの現象によりハードウェア的な故障は生じないことも合わせて発表されている。
HVL4-G
NAS製品として扱われていない為、LANDISKではないが、HDL4-Gシリーズの亜種とも言える製品。
当初2TBモデルのみであったが、後に4TBモデルが発表された。
Windowsのファイル共有に対応しているため、ファイルサーバとしても利用可能であり、ハードウェア的にはHDL4-Gシリーズとほぼ同一である。
東芝「ZH500/ZV500」シリーズ向けのハイビジョン録画用ハードディスクとして発売された。
DLNAガイドライン1.5およびDTCP-IP v1.2をサポートし、REGZAで録画した番組を同機にムーブしておけば、複数のDLNAクライアントから視聴できるというもの。
HDL2-Gシリーズ
ソフトウェアはHDL-4シリーズをベースに、筐体は、外付けUSB-HDDのHDC2-Uの筐体を元にファンレスで構成されたHDDを二台搭載した機種。
内部にフィンヒートシンクを用意し、煙突効果を利用して放熱を行う。
但し、昨今のHDDの温度は比較的高温になり、狭いスペースに二台搭載しているため、広告の注意書きにも、利用直後に触れた場合、やけどの可能性が示唆されている。
また、この機種では、増設されたUSB-HDDもバックアップ用ではなく、増設領域として、認識、利用が可能になっている。
SoC外付けのSATAコントローラは削除され、SoC内蔵のSATAポートは内蔵HDDの接続に利用される。
HDL4シリーズ1TBモデルの後継機でもあるが、ジャンボフレームには対応しない。また、HDL4-G1.0/2Dと異なり、ミラーリングでの運用もサポートされている。
従来ソケットとボタン型電池でバックアップされ、時間を刻んでいたRTCがキャパシタによる保持に変更されている。そのため、電源が供給されない状態で長時間内部日時を正確に保持することは出来なくなった。
HDL-GSシリーズ
HDL-GSシリーズがローエンドを担っていたシングルドライブ機種。
ARM系ではあるものの、CPUはCPUはSTORLINK SL3516。メインメモリは64MB
位置づけとしては、HDL-Fの後継機にあたり、この機種の登場により、同社の個人向けのネットワーク接続HDDのラインナップは、現行製品では全て1000-BASEに対応となった。但し、ジャンボフレームでの転送には未対応。
家庭向けの映像等を基準とした倉庫としての機能を強化する反面、利用されるケースの比較的少なかったプリントサーバや、HDD増設等の機能は削除された。
2008年11月19日にリリースされたファームウェアより、外部からコンテンツを参照可能になるリモートリンク機能が追加になった。
背面にUSBのBコネクタが付いているが、マニュアルには「本機では使わない｣としてEXT端子の名称で記載があるのみ。
HDL-Sシリーズへの移行に伴い販売は終了した。
HDLP-Gシリーズ
容量は、250GB、320GB、500GB。
2.5インチのHDDを搭載したコンパクトモデル。ファンレス。
CPUはSTORLINK SL3516。
LAN接続に加え、USBマスストレージとしての接続にも対応している。
ファイルシステムはNTFSでフォーマットされている。
ジャンボフレームには未対応。
HDLP-Sシリーズの登場により、出荷は終了しているが、ハードウェア的には同一であるため、既存ユーザへはファームウェアのアップデートという形で、新機能が提供されている。
HDLP-S相当のファームウェアは機能の追加に伴いCPUリソースが減少するため、推奨接続数が3台減少する。

### 個人向けモデル
ラインナップの変更により、スタンダードモデルと、高機能モデルに分類されるようになった。

#### スタンダードモデル
LAN DISK Cシリーズ
他のシリーズと異なり、OSにはLinuxではなく、RTOSを採用（詳細は非公開）している他、基板上にシステムが存在し、当然保証は受けられないものの、HDDを換装し、初期化することでシステムの移行が可能である。
USBのBコネクタを一つ装備しており、PCと接続時にはUSB-HDDとして動作。出荷時には設定ユーティリティーが入っており、CD等のメディアを介さずに設定が行えるようになっている。
Version1.10のファームウェアより、iTunesへ対応している。
HDL-CEの発売に伴い、販売終了。
2011年11月に挑戦者ブランドより、筐体が黒でハードウェア的には類似し、ファームウェアが異なり、USB接続時にはHDL-CLと認識されるRockDiskが発売されている。
LAN DISK CE/CESシリーズ
機能的にはHDL-Sシリーズのサブセット。
テレビ〈レグザ〉への対応、並びにDLNAへの対応が削除されている他、Bittorrentクライアントとしての機能も持っていない。
高速読み込みモードとして、標準で使われるNTFSではなく、XFSフォーマットを用いるモードが用意され、その場合は、USB接続時にWindowsからは認識することが出来ない。
SoCは、PLX7715、メインメモリは128MB。
HDL-CESシリーズは、Acronis True Image 2013をHDL-CEシリーズに添付したもの。仕様に変更はないが、HDL-CEシリーズはこちらへ移行し、生産終了となった。

#### 高機能モデル
HDLP-Sシリーズ
HDLPシリーズの後継。
ラインナップは500GBに絞られていたが、2010年9月に1TBモデルが追加されている。
外出先からインターネット経由でアクセス可能な「Remote Link」機能をサポートした製品。
DLNA 1.5に対応したDLNAサーバー機能では、デジオンのメディアサーバーソフト「DiXiM Media Server 3」を採用。
「DiXiM Media Server 1」を採用した従来モデルと比較して、MPEG2-TS形式の動画やFLAC形式の音声コンテンツの配信に対応し、Windows 7環境では、製品添付のクライアントソフトとDLNAに対応した「Windows Media Player 12」を組み合わせて、本製品や自宅LAN内にあるDLNAサーバーに保存したコンテンツもインターネット経由で再生できるようになった。
「DTCP-IP」には非対応で、デジタル放送などの著作権保護されたコンテンツは利用できない。
他社製のNASにもあった、BitTorrentダウンロード機能も追加されている。
また、サイレックス・テクノロジーのUSB仮想化技術を利用し、本体USBポートにつないだUSB接続型の複合機などをLAN上で共有できる「net.USB」機能を新たに搭載しており、利用のためのクライアントは30日間の無料試用が可能になっている。
継続利用には、直販サイトにて980円で販売されるアクティベーションキーを購入する必要があるが、キャンペーンで、アンケート回答などによる無償配布も行っている事がある。
システムファイルがHDD上にあるのは従来機とおなじだが、共有領域がNTFSになっていること、ならびにUSB接続もされるため、システム領域が見えにくい形で実装されていることも特徴である。
LAN接続時には、NTFS固有のファイル属性、圧縮等は反映されず、それらの利用には注意が必要である。
HDL-Sシリーズ
HDL-GSシリーズの後継。
外観は、HDL-GSとほぼ同じだが、LEDはUSBモードがあるため一色増え、側面パネルも白になった。
HDLP-Sシリーズとアップデートファイルは同一の物が配布され、外観こそ大きく異なるものの近い設計になっている。
メイン基板、金具などもHDL-GSと大きく異なる。
CPUはCORTINA ELCS3516C。メインメモリ64MB。
HDLP-Sの3.5インチ版。
容量は、500GB未満の物はラインナップから外れ、LiteEditionだった1.5TBモデルが、別型番では無くなっている。
HDL2-Sシリーズ
HDL-Sシリーズの2台構成のモデル。
基本仕様はHDL-Sシリーズを受け継ぎ、RAID1と、スパンニングモードの構成が可能になったモデル。
HDL-Sシリーズが分解、交換を前提していないのに対し、Homeのように、故障時にユーザ側での交換が可能な構成になっている。
また、背面には空冷ファンが付き、HDL2-Gシリーズのようにファンレスではない。
HDL-A(H)シリーズ
HDL-AHシリーズは、保証期間が長く設定され、有償保守サービス対象とした法人向けである点、Narsusサービス対応が、HDL-Aシリーズと異なる。
企業向けハイエンド機種を除き長らくそのままであったパフォーマンスを向上させた世代である。
後述のHDL2-Aシリーズと同等機能を持ち、搭載機能としても個人向けLANDISKシリーズの、レコーディングHDDを含む最上位機種に位置する。
HDL2-Aシリーズも含め、広告ではTimeMachine対応が機能としてうたわれているが、発売当初はAFP3.3には対応しておらず、仕様表の方ではMac OS X 10.5～10.6が対応OSと書かれ、Lionでの動作は消極的に対応外の記述がされていたが、2012年2月の1.02へのアップデートにより正式に対応した。
DTCP-IPへの対応に伴い、アップデートデータ、ならびにファイルシステムには暗号化が施されており、その内容を展開することは難しくなった。
2013年には希望小売価格をそのままに、1TBモデルをラインナップからはずし、Acronis True Image 2013を添付したADL-ASシリーズがリリースされたが、こちらに長期保証のついた法人モデルは無い。
HDL2-A(H)シリーズ
HDL2-Sシリーズの後継機。
HDL2-AHシリーズは、保証期間が長く設定され、有償保守サービス対象とした法人向けモデル。
HDL2-Sと比較し、USBポートがひとつ追加され、ハードウェアの高速化によりHDL-Sシリーズと比較し、約4倍の転送速度となり、USB-HDDとしてのハイブリッド接続については廃止された。
また、リモートリンクの機能が更新され、対象にAndroidが追加された他、net.USBの機能が体験版ではなく正規版になっている。
SoCに88F6282、メインメモリは256MBを搭載。

### 法人向けモデル
従来LANDISKシリーズに分類されていなかった、Windows Serverを採用したモデルとは別に、筐体はQNAPの製品と同様のものを用いた製品がHDL-Zシリーズとして追加になっている。